# Oisy-le-Verger

Oisy-le-Verger este o comună în departamentul Pas-de-Calais, Franța. În 1 ianuarie 2022 avea o populație de 1.200 de locuitori.